# Kelterei Possmann
Die 1881 gegründete Kelterei Possmann GmbH & Co. KG ist eine Apfelweinkelterei mit Sitz in Frankfurt-Rödelheim und zählt zu den weltweiten Marktführern. Die Kelterei gehört zu den wenigen Unternehmen, die auch aus eigenem Baumbestand Speierlinge verarbeiten.  Das Unternehmen ist seit seiner Gründung ein Familienunternehmen.

## Geschichte

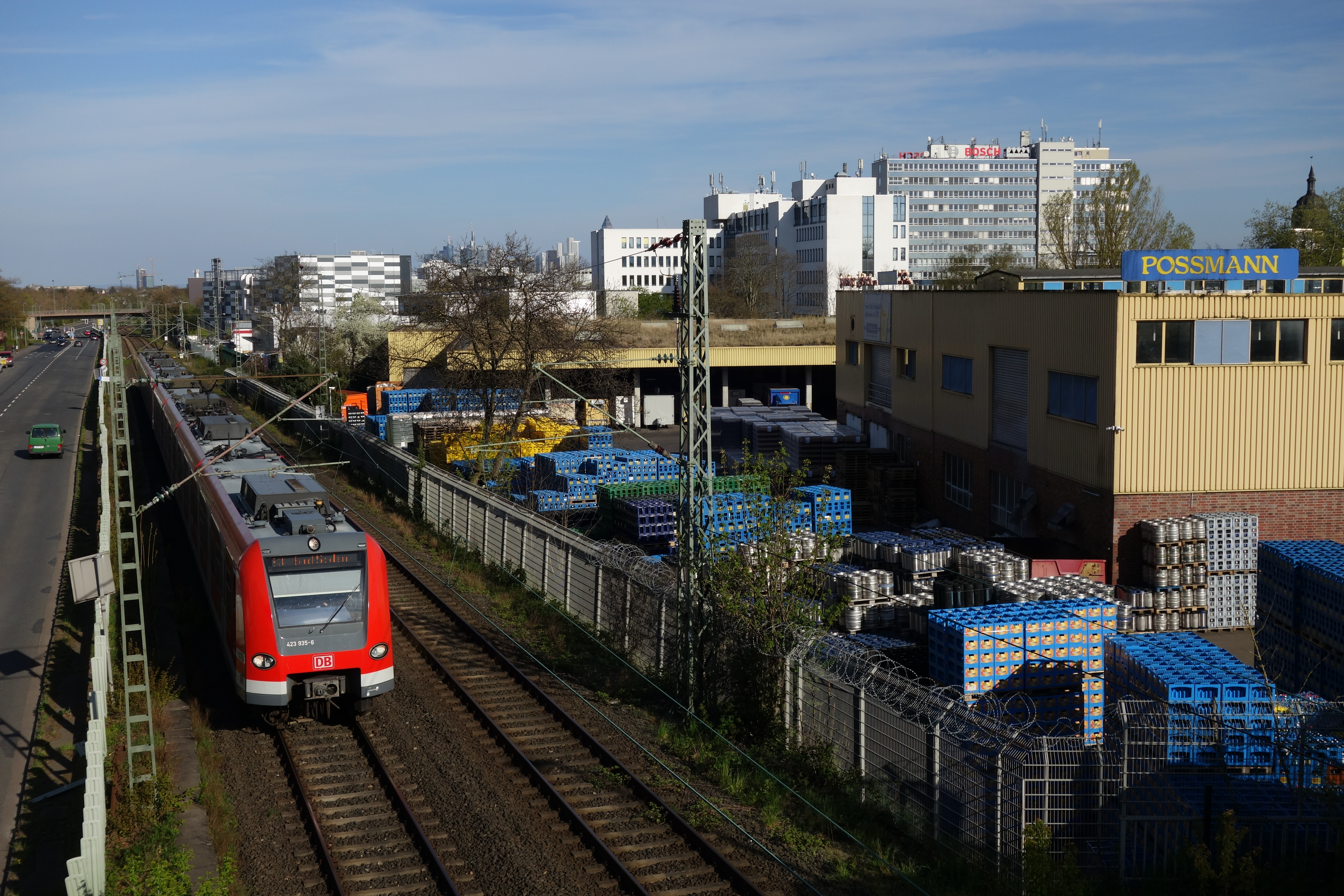
Das Firmenareal grenzt gen Norden an die Kronberger Bahn.

Die Kelterei Possmann wurde vom Weinküfer Philipp Possmann 1881 im damals noch selbstständigen Rödelheim gegründet. Es wurden zunächst Gaststätten der Umgebung beliefert. 1927 oder später ist das Produkt als Possmann's Äpfelwein belegt. 1937 wurde zusätzlich zu den Produktionsanlagen in der Niddagaustraße eine Abfüllerei in der Eschborner Landstraße errichtet, wohin später der Unternehmenssitz verlegt wurde. Das Areal grenzt gen Norden an die Kronberger Bahn.
Nach dem Zweiten Weltkrieg wurden die bei den Luftangriffen auf Frankfurt am Main völlig zerstörten Anlagen wieder aufgebaut, wobei als Besonderheit sogenannte U-Boot-Lagertanks für den Saft installiert wurden. 1947 entdeckten die Brüder Werner E. Ch. Possmann und Fritz Possmann im Frankfurter Osthafen U-Boote des Typs XXI und erwarben die Druckbehälter, die mit einem Fassungsvermögen von 418.000 Liter doppelt so viel Volumen wie die herkömmlichen boten. Diese bestehen aus 25 mm Kruppstahl gegenüber den üblichen 5 mm, weisen somit die fünffache Materialstärke üblicher Tanks auf. Infolgedessen können sie mit 10 bar Druck überlagert werden, was laut Possmann eine sterile Lagerung des Apfelweins erlaubt.
1978 wurde eine neue Abfüllerei für rund 20 Mio. Liter Apfelwein und Apfelsaft errichtet, die seither in Betrieb ist.

## Produkte

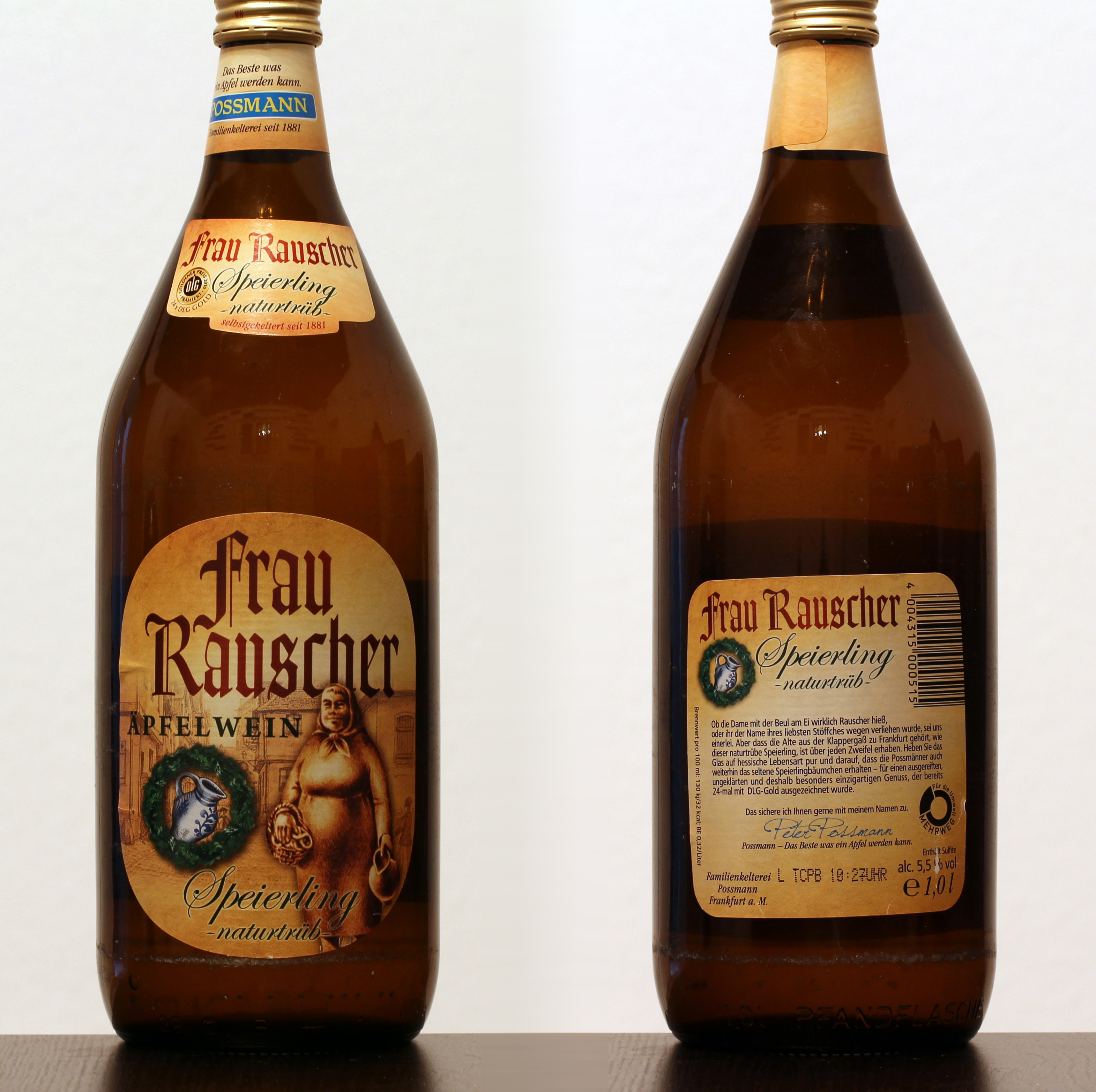
Frau Rauscher Apfelwein

Neben verschiedenen Apfelweinen, die sämtlich in 1-Liter Pfandflaschen angeboten werden, gibt es ein reichhaltiges Sortiment von Fruchtsäften und unterschiedlichen Apfelmixgetränken. Die Markenfigur ist Frau Rauscher. Die Produkte tragen Auszeichnungen der DLG in Gold, die seit 1973 102-mal an das Unternehmen vergeben wurden.

## Nachhaltigkeit
Die Kelterei fördert den Erhalt gefährdeter Kernobstgewächse, wie z. B. die des Ockerstädter Speierlings (u. a. Ockerstädter Riese, auch der Dicke von Ockstadt) u. a. in Zusammenarbeit mit dem Dendrologen Wedig Kausch-Blecken von Schmeling. Hierzu passt, dass in umweltfreundlichen Mehrwegflaschen verkauft wird.